# Santuario della Madonna dell'Olmo (Thiene)
Il santuario della Madonna dell'Olmo è un edificio religioso che si trova a Thiene, in provincia di Vicenza.
È ubicato nella periferia ovest della città ed è posto a 147 metri sul livello del mare in posizione pianeggiante.
A partire dagli anni sessanta del secolo scorso il santuario è divenuto sede di una parrocchia autonoma ricompresa nel più ampio vicariato di Thiene, che fa parte della diocesi di Padova.
È meta di pellegrinaggi a seguito di avvenimenti che risalgono a circa il 1530, ma più probabilmente al 1529, allorché tutta la zona si trovava a essere in aperta campagna, ancora lontana dall'agglomerato urbano di Thiene, ed era ricca di alberi di olmo e luogo di pascolo per le greggi.

## Il contesto storico-religioso
I fatti che hanno dato origine al santuario in parola si collocano nel 1529/1530, cioè in pieno XVI secolo, epoca in cui la località ricadeva nel territorio della Repubblica di Venezia. Si ritiene generalmente che il '500 del secondo millennio sia stato il secolo d'oro di tale Repubblica, e che, nei suoi oltre mille anni di storia, fu allora che Venezia raggiunse l'apice della potenza economica, militare e commerciale. Peraltro, se ciò può essere affermato riguardo ai decenni successivi alle vicende di cui qui ci occupiamo e alla produzione artistica e all'impegno militare in genere e non solo navale, altrettanto non può dirsi per le condizioni della popolazione soprattutto nelle campagne, dovuta alla instabile e a volte caotica situazione politica dei primi tre decenni del '500. In realtà il secolo che ebbe inizio col 1500 fu segnato da continue lotte che sconvolsero il territorio, e dal susseguirsi di numerosi e repentini rovesciamenti di fronte e di alleanze, a cui fu costretta la Repubblica di Venezia al fine di recuperare sovranità sulla propria Terraferma, e ciò a seguito della disastrosa guerra persa contro la Lega di Cambrai (1508-1510).

A ciò si aggiungano le guerre di religione fra cattolici e protestanti (ma anche dei protestanti fra di loro), che vedevano impegnati i regnanti d'Austria e che insanguinavano i confinanti principati tedeschi.

### Situazione economica-amministrativa-militare
Risalendo alla situazione che introduce quella di cui ci occupiamo, dopo un periodo di relativa calma, da collocarsi nella seconda metà del 1400, epoca in cui in Italia avveniva il passaggio dallo stato dei possedimenti nobiliari contrapposto agli stati città a quello dello stato regionale, e il Veneto veniva liberato dal dominio dei Visconti di Milano con l'ingresso quasi ovunque spontaneo dei comuni nella Repubblica di Venezia, si era sviluppato progressivamente il commercio e l'agricoltura. Anche Thiene, nel 1404, era entrata spontaneamente nella Repubblica Serenissima, e da allora ebbe inizio la sua ascesa economica. Il 1400 è il secolo in cui vi si insediarono le nobili famiglie vicentine dei Porto, dei Pajello e dei Thiene, che misero mano alla costruzione di dimore notevole pregio, come il cosiddetto Castello di Thiene (Castello Porto-Colleoni-Thiene) (in realtà si tratta di una villa circondata da alte mura merlate, caratterizzata da una pentafora di chiara derivazione veneziana e che utilizza quali elementi decorativi anche nel corpo principale di fabbrica le merlature proprie dei castelli medievali, ed è posta al centro dell'odierna città) e il palazzo Cornaggia.  Archiviato il 2 aprile 2018 in Internet Archive.
La situazione migliorò ulteriormente nel 1492 allorché, il 6 ottobre, la autorità venete concessero alla comunità di Thiene l'istituzione di un mercato franco, in cui le merci erano esenti da tributi e dazi, da tenersi il primo lunedì di ogni mese. La concessione avvenne quale riconoscimento per la presa della rocca di Rovereto compiuta nel 1487, con un assalto di sorpresa, dal Vicario locale conte Giangiacomo Thiene al comando delle milizie thienesi  Archiviato il 2 aprile 2018 in Internet Archive., in occasione del così detto bellum teutonicum, guerra teutonica.
Secondo alcuni storici (Alessandro Giongo, seguito dai successivi E. Gasparella, ,G. Rossi, A. Benetti) Thiene in tale occasione avrebbe riottenuto il titolo di città, che già avrebbe avuto nel passato, ma la cosa non è documentata. Al contrario, secondo indagini recenti dello Scudella, non risulta che lo abbia conseguito, in quanto, stando ai documenti ufficiali consultati, non accade mai di trovare che Thiene venga designata col grado di città, bensì costantemente con quello di Villa del Distretto Vicentino. Sembra che il grado di città fosse riservato solo ai centri urbani dotati di mura (Vicenza, Lonigo, Marostica e Bassano). Peraltro, quale segno di distinzione, fin dal 1510 a Thiene risulta attribuito il titolo di Terra, forse in occasione della concessione del mercato franco.
Thiene in quegli anni era anche sede del Capitanato di Pedemonte (cioè di Thiene e Schio), a cui era affidato il compito di pattugliamento costante dei valichi al confine con Trento e degli sbocchi delle valli (così la ducale del 12.09.1524), e poteva contare su di una truppa di ben 480 uomini, aveva sede a Thiene dove risiedeva lo stesso Capitano. Ad istituirlo venne indotta la Repubblica di Venezia nell'ambito di una riorganizzazione dei presidi, suddividendo in questo e altri tre capitanati il Distretto vicentino. C'era la consapevolezza di un costante pericolo di infiltrazioni dal nord, dopo la tragica esperienza dell'occupazione del territorio vicentino da parte degli imperiali di Massimiliano d'Austria, avvenuta solo pochi anni prima a seguito della sconfitta nella battaglia di Agnadello (14 marzo 1509) ad opera delle milizie della citata Lega di Cambrai.
In definitiva la così detta Terra di Thiene, al tempo delle qui di seguito riportate apparizioni della Madonna dell'Olmo, non era un tranquillo borgo agricolo dedito alla pastorizia, ma era sede di un comando militare di confine ed aveva avuto fin dal secolo precedente una forte espansione nell'artigianato e nel commercio, interrotta solo dalle vicende belliche.

### Il degrado morale
Il contesto storico sopra descritto fu segnato da sopraffazioni, distruzioni e sofferenze per la popolazione della Repubblica di Venezia, compresa quella di Thiene.  Va tenuto conto che i Distretti di Vicenza e Verona rimasero per anni in balia delle soldataglie francesi e imperiali tedesche, e di conseguenza della loro barbarie, con conseguente accentuato degrado sociale e morale nella popolazione e con svilimento del valore della persona. Il territorio era in preda a carestia e gli sbandati delle milizie si aggiravano per le campagne a estorcere vettovaglie e denari. Chi non riusciva a riscattarsi veniva brutalmente ucciso.
A ciò si aggiungano le incertezze religiose causate dal propagarsi delle nuove teorie della Riforma Protestante, che ebbe inizio nel 1517 nella vicina Germania e che nel 1529 si era ormai estesa a tutto quel paese, provocando sanguinose rivolte, repressioni e conflitti fra i protestanti stessi, con le milizie contadine in lotta contro i loro prìncipi, e fra i prìncipi protestanti e la parte imperiale, che era rimasta cattolica. La rivolta protestante era giunta fino alle propaggini meridionali dell'Impero degli Asburgo, appena oltre il vicino confine nord della Repubblica di San Marco, a Merano e a Bolzano. Due importanti casate della contea di Tirolo (Merano, ora provincia di Bolzano) erano schierate a favore della Riforma protestante.  . A parte i risvolti politici e la lotta alla corruzione, va tenuto conto che la Riforma, che voleva essere soprattutto religiosa e moralizzatrice, era caratterizzata tra l'altro da una rottura col passato, negando il valore alle celebrazioni eucaristiche, e da una aperta ostilità verso ogni tipo di culto riguardo alla Madre di Gesù, sia pure per invocarne l'intercessione presso Dio, fino ad arrivare a considerarlo manifestazione di idolatria.
Anche il fenomeno della penetrazione luterana nella Repubblica di San Marco sarebbe da ricollegare, secondo alcuni, a una drastica e violenta reazione di fronte al citato pauroso cedimento morale.
In quegli anni si verificò nel vicentino, e così a Thiene, un rilassamento della vita religiosa popolare. La conseguenza fu anche un preoccupante aumento dei bambini esposti, raccolti nell'Ospedale di Vicenza. Gravi conseguenze morali derivarono poi dal cosiddetto matrimonio clandestino, diffusosi prima che il Concilio di Trento intervenisse a codificarne il rito. Non si trattava di una forma di convivenza, ma di una convivenza fittizia, a volte presunta, che otteneva il riconoscimento ufficiale di matrimonio anche contro la volontà della donna, e nonostante l'assenza di un sacerdote e dell'atto pubblico notarile. Solo successivamente, con il Concilio di Trento (1545-1563), si pose fine a questa spesso fraudolenta pratica, richiedendo testimoni e sacerdote per il riconoscimento del matrimonio.
Dai documenti dell'epoca se ne ricava un generale smarrimento delle coscienze e un moltiplicarsi di omicidi, furti e vari altri delitti, che colpirono il territorio del Distretto di Vicenza, in cui ricadeva anche Thiene .
Sul versante economico si riscontra pure il diffondersi di una insofferenza a sottostare alle regole e a comportamenti di onestà, che provocò nel vicentino la decadenza del lanificio (particolarmente sviluppato a Schio per la produzione dei filati e a Thiene per il loro commercio) e danneggiò il buon nome del setificio, con il moltiplicarsi delle frodi negli anni venti del 1500, contro le quali il Consiglio Comunale di Vicenza chiedeva al governo della Repubblica di intervenire.

## Le apparizioni
Le prime decadi del '500 segnano tempi di grande difficoltà e sbandamento per la popolazione.
Vari documenti riportano, per quegli anni e per la comunità di Thiene, la presenza di un livello morale e spirituale alquanto decaduto. Proprio al fine di salvare i thienesi da questa precaria situazione è da collocare in quel frangente il riferito intervento della Madonna dall'alto dell'Olmo. 

### La tradizione
Era un giorno di sabato del 1529, e tre pastorelle, di cui non è stato tramandato il nome, avevano portato al pascolo il gregge nei prati che si trovavano oltre la contrada di Castelletto, situata alla estremità ovest della città. La zona era disseminata di alberi di olmo e non era particolarmente frequentata, anche se si trova non lontana dalla antica via per Marano (ora Marano Vicentino). Fu così che la più grande delle ragazze si sentì rivolgere la parola da una donna, che appariva seduta in alto, sopra le fronde di uno degli olmi. La donna cominciò a parlare di Dio come di suo figlio. La sua voce era gentile, pur esprimendo il disappunto del Figlio per le colpe che si stavano commettendo a Thiene. Per questo era venuta, per affidarle un messaggio da riferire alle autorità cittadine. I thienesi dovevano cambiare vita, cercare il perdono di Dio e istituire in quel luogo un centro di devozione alla Vergine, costruirvi una chiesa. Ciò li avrebbe riavvicinati a Dio e li avrebbe salvati da una grave carestia che incombeva sulla città. 

La ragazza, allora, eseguì l'incarico e andò ad esporre l'accaduto alle autorità di Thiene; certamente si trattava delle autorità civili e per la loro natura pure di quelle religiose, mentre si ignora se furono messe al corrente pure le autorità militari. Considerati i tempi e le sue condizioni sociali, non c'è da stupirsi che non fosse creduta da nessuno e fosse considerata una visionaria.
La pastorella si recò ancora nello stesso luogo e, il sabato successivo, riferì di aver visto ancora colei che dall'alto dello stesso olmo le parlava da Madre di Dio e che le disse di tentare nuovamente. Però anche questa volta la ragazza non fu creduta. Il sabato seguente raccontò ancora di una terza apparizione e questa volta la Madonna le lasciò un segno tangibile, che desse più autorevolezza a quanto andava dicendo. Avvenne che il tronco dell'olmo, sul quale si trovava, all'improvviso rimase completamente spoglio di corteccia, mentre le fronde continuavano a conservare la loro vitalità anche nel susseguirsi dei giorni. Tuttavia le autorità thienesi, pur in presenza del fenomeno, non lo ritennero tale da poter modificare l'opinione negativa già espressa in precedenza.
Si narra allora di una quarta apparizione della Madonna, il sabato successivo, non più in quel luogo, bensì in una povera abitazione situata al di fuori di Thiene, ma dalla parte opposta, oltre le ultime case a nord est, nel vicino borgo di Centrale (ora in comune di Zugliano). Là viveva in estreme condizioni di salute e di povertà un uomo, che si chiamava Simone, detto il Gobbo. Era rimasto paralizzato a seguito di una caduta, con una lesione che gli aveva compromesso l'uso degli arti. Nella casa occupava un sottoscala, dove avevano sistemato il suo giaciglio e non aveva più nulla da aspettarsi dalla vita. Era considerato di buona reputazione e onestà. Simone riferì che, quando gli apparve, il messaggio che gli affidò la Madonna era semplice: Thiene era in pericolo, i thienesi dovevano riavvicinarsi a Dio e affidarsi alla sua protezione, costruire una chiesa. Le precedenti apparizioni alle pastorelle dovevano essere già note a Simone, perché si racconta che la sua grande preoccupazione fosse quella di non essere creduto dalle autorità, così come era accaduto alle ragazze. Si racconta che la Madonna gli disse: << Ti ridò la salute, così ti dovranno credere >>. Simone allora si recò a piedi fino a Thiene, coprendo in tal modo una distanza di circa due chilometri e mezzo, e quando le autorità lo videro risanato e si sentirono rivolgere le medesime richieste, già presentate loro dalle pastorelle, rimasero turbate e impressionate da questo fatto straordinario e inspiegabile e misero da parte ogni dubbio. Fu così che dettero credito al racconto delle pastorelle e venne riconsiderato anche l'altro prodigio, quello dell'olmo, che era sempre in pieno vigore, pur essendo del tutto privo di corteccia. Allora i capi del Comune decisero di costruire al più presto in quel luogo un edificio di culto.
Questo fa capire che le autorità contattate dalle pastorelle prima e da Simone poi dovevano essere le autorità amministrative comunali, oltre a quella religiosa, anche perché le spese di costruzione furono sopportate dal Comune di Thiene, che poi era l'ente proprietario del terreno su cui si trovava l'olmo in questione. Certamente non furono interessate le autorità militari, soggette a regole di bilancio che non consentivano spese estranee ai loro compiti istituzionali. Non furono coinvolti nell'iniziativa nemmeno i possidenti privati, che pure erano dotati di larghe possibilità economiche, che avrebbero consentito di far fronte da subito alla costruzione di una chiesa.

### La prima cappella (1530)
Poiché la scarsità di mezzi non consentiva al momento alle autorità comunali di costruire una chiesa vera e propria, il comune di Thiene si risolse di erigere nell'immediato una costruzione minore, una semplice cappella, che consentisse comunque le celebrazioni religiose. La cappella, detta Cappella delle Apparizioni, venne edificata sul luogo preciso in cui si trovava l'olmo indicato dalle pastorelle come quello sul quale era loro apparsa la Madonna. Si racconta che una parte del legno dell'olmo sia stata posta nelle fondazioni della originaria costruzione. Fu così che la Cappella, come il terreno su cui si trovava, rimase di proprietà comunale, mentre la Diocesi di Padova, che ne ha tuttora giurisdizione, concesse senza indugio alla Parrocchia di Thiene l'autorizzazione a celebrarvi la Messa (anno 1530).
In questa originaria costruzione venne posta, con ogni probabilità sopra l'altare, l'immagine della Madonna, dipinta sopra una piccola tavola di olmo, che è rimasta fino ai giorni nostri. Il dipinto riporta il nome dell'autore, Gian Giacomo Cavobianco (si leggeva erroneamente "Gavo", fino ai recenti restauri) da Schio, un pittore altrimenti sconosciuto ma considerato di notevole talento, e riporta soprattutto la data in cui si concluse la realizzazione, il 1530. La data è importante, per circoscrivere e individuare la esatta data delle narrate apparizioni. Un restauro venne eseguito nel 1832 da parte del pittore Giuseppe Poppini, che dovrebbe avere conservato intatta la struttura del dipinto, forse con qualche ritocco.. Un ulteriore restauro è stato completato nel marzo del 2018 .
Il dipinto ritrae la Madonna seduta fra i rami alla sommità di un olmo, vestita in abito solenne: una tunica color cremisi ed avvolta in un mantello azzurro scuro orlato di oro, trapuntato di stelle. La tunica rossa è prerogativa dei regnanti e il mantello blu trapuntato di stelle rappresenta l'universo: il significato è Maria regina dell'universo. La Madonna regge, seduto sul ginocchio destro, il Bambino Gesù, che reca nella mano sinistra un uccellino. La Vergine tiene un libro chiuso con la mano sinistra, il suo volto sorride dolcemente e suo Figlio le somiglia. Dietro le figure si intravede un paesaggio collinare verdeggiante, mentre l'azzurro del cielo si stempera in un'atmosfera dorata che si perde all'orizzonte. Si può notare una notevole maestria nelle ombreggiature, nelle proporzioni e nella struttura delle figure, nella resa dei volumi ed anche nella cura per i colori intensi, saturi e sfumati, tipici del mondo veneziano.
L'artista, essendo contemporaneo ai fatti, nel dipingere deve essersi certamente consultato con le pastorelle e, riguardo alla figura di Maria, deve essersi rifatto a quanto da loro descritto.
Esisteva un'altra tavola, ora perduta; si trattava di un trittico, che portava la data del 10 aprile 1530, di autore ignoto, commissionata da un certo Giovanni Maria Fantin e descritta da Francesco Barbarano verso la metà del seicento. Di essa sappiamo che era esposta nella cappella delle apparizioni, e che raffigurava nel primo quadro del trittico l'apparizione della Madonna << ad un huomo genuflesso, appresso del quale era un altro con le ferle [stampelle] in atto di camminare>>. Nel quadro centrale era rappresentata l'apparizione alle pastorelle genuflesse accanto a un uomo anch'egli genuflesso con le mani giunte. Il terzo quadro rappresentava Simone da Centrale, disteso inerte, nel mentre gli appariva la Madonna.
Dal resoconto delle visite pastorali del 1563 e del 1571 si sa che la Cappella, pur priva di consacrazione, aveva le pareti totalmente ricoperte da ex voto. A seguito della crescente devozione, il Vescovo di Padova Marco Corner consacrò la Cappella e il suo altare il 24 settembre 1602..

### La data delle apparizioni: sua individuazione (1529)
Poiché il trittico sopra citato riportava chiaramente la data del 10 aprile 1530, confermata dal dipinto oggi rimasto e datato 1530, si è discusso sulla collocazione temporale da attribuire alle apparizioni.
Numerosi sono gli storici che ne parlano, ma nessuno di essi indica una data precisa, ma tutt'al più indicano "circa" il 1530. Si sa per certo che nel 1530 la Curia vescovile di Padova concesse alla parrocchia di Thiene l'autorizzazione a celebrare la Messa nella cappella, che pertanto risultava già edificata.
Pertanto è necessario ricostruire la data sulla base di indizi. Se il trittico citato era già ultimato il 10 aprile 1530, calcolando un paio di mesi per la sua realizzazione si arriva a ritroso a gennaio, mese in cui non si portano le greggi al pascolo. La cappella doveva essere già stata terminata, ma progetto ed edificazione dovevano risalire a prima dei mesi invernali, durante i quali causa le gelate si sospendevano le costruzioni. Pertanto la data più probabile dovrebbe collocarsi fra la primavera e l'estate del 1529..
Trascorsi 150 anni dalle riportate apparizioni, vi è uno storico che, per la prima volta in assoluto, vuole ricollegare le apparizioni alla vicenda di una invasione di cavallette, in realtà avvenuta nel 1542: è padre Angelo Maria Marchesini da Vicenza nella sua Le glorie di Thiene - Relatione dell'Origine di Santa Maria dell'Olmo del 1679, dove afferma di riportarsi alla tradizione popolare, senza nessun altro riferimento. Vi sono validi motivi per ritenere inattendibile questo sfasamento temporale e, in definitiva, fuorviante, e primo fra tutti il dato storico, che non riscontra per gli anni qui considerati il verificarsi di un tale fenomeno. Il fenomeno di proliferazione di cavallette più vicino all'epoca dei fatti sopra riportati, quella riferita ne Le glorie di Thiene, avvenne soltanto nel 1542 ed ebbe un seguito l'anno dopo. Colpì l'Italia settentrionale e soprattutto il vercellese ed anche altre parti d'Europa.  Colpì pure il veronese, esattamente con inizio il 28 agosto 1542.  Poiché ne seguì una carestia, nell'immaginario popolare poté sembrare che la zona di Thiene, non particolarmente colpita, fosse stata preservata dalla devozione alla Madonna, cosicché si finì per collegare fra loro i due avvenimenti, peraltro distinti e lontani nel tempo, quello delle cavallette e quello delle apparizioni. Invece padre Marchesini parla del fenomeno delle cavallette come di un tragico accadimento presente e in atto al momento delle apparizioni, e finisce per fissarne la datazione al 1542; ma ciò contrasta con la documentazione storica sopra citata (la datazione dei dipinti; la data di autorizzazione della Curia di Padova alle celebrazioni liturgiche). Inoltre nel paesaggio raffigurato nei quadri non c'è traccia di devastazione da cavallette. Il libro del Marchesini, forse perché fu il primo, assunse importanza tale da influenzare e disorientare ogni storico successivo, che accettò tale impostazione temporale senza le dovute verifiche.

Piuttosto è lo sbandamento etico, la confusione morale, il rilassamento dei costumi e l'incombere di soluzioni violente a questo stato di cose, come stava accadendo nella vicina Germania con conseguenti tragiche carestie, che danno un senso a quanto è stato tramandato sui forti richiami della Vergine nelle sue apparizioni dall'alto dell'Olmo.

## I frati francescani
Chi si fece promotore della venuta dei frati francescani fu soprattutto monsignor Settimio Marchesini, eletto arciprete di Thiene nel 1599. Su suo interessamento, le autorità comunali nominarono due rappresentanti, che accompagnarono l'arciprete a Venezia, il 25 aprile 1602. I Cappuccini accettarono la richiesta soltanto l'anno successivo, riuniti in capitolo il 25 aprile 1603, ma non vennero subito a Thiene. La cappella del 1530 non era idonea a ospitare una comunità religiosa. Ottenuta l'autorizzazione dal vescovo di Padova, il 29 settembre 1610, il padre provinciale dei cappuccini pose la prima pietra della nuova chiesa.

### La nuova Chiesa (1612)

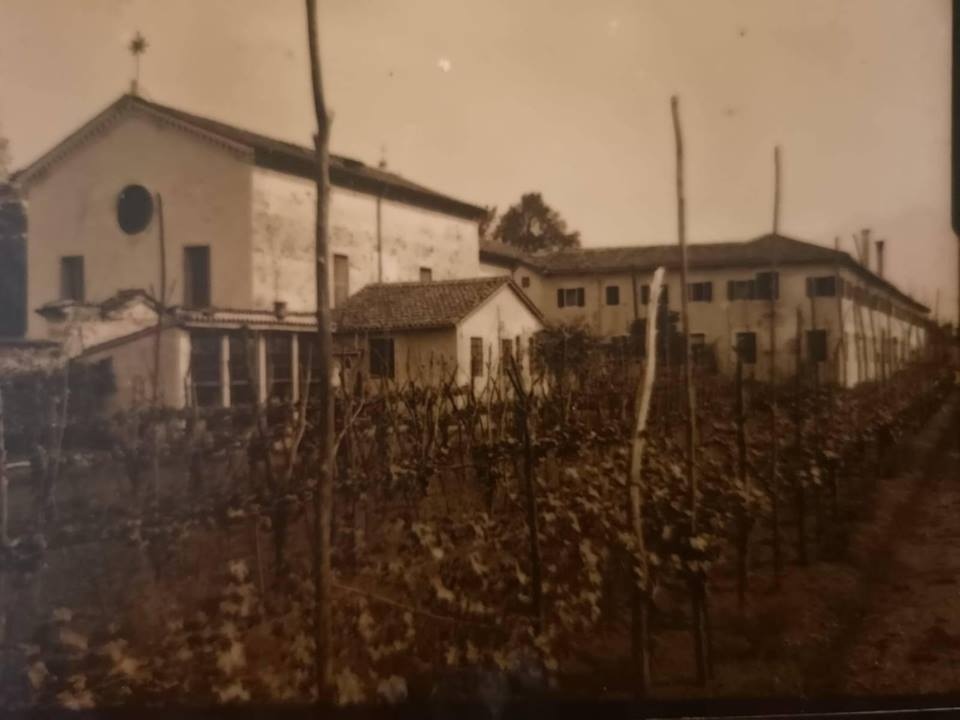
Foto di fine '800, che ritrae la chiesa con addossata la piccola cappella delle apparizioni, conservatesi fino ad allora nelle condizioni originarie e con retrostante convento dei Cappuccini (foto da collezione privata Lino Lanaro)

La nuova chiesa misurava 32 metri per 21. La facciata era a capanna con unica porta centrale e una semplice finestra rotonda in alto, priva di rosone. In corrispondenza della sommità della porta vi erano in posizione laterale due finestre rettangolari, che si spingevano fin quasi ai lati della apertura rotonda. All'interno le travature erano scoperte, vi era un semplice altare maggiore e sulla destra, quasi a costituire una sorta di navata laterale, si apriva il vano della cappella delle apparizioni, che conservava la sua struttura originaria, ma appariva inglobata nella chiesa. Dietro la chiesa veniva edificato il convento, che poteva ospitare una quindicina di persone, e annesso al convento un chiostro con un pozzo in posizione centrale.
Gli edifici venivano consegnati in semplice uso ai Cappuccini in occasione del capitolo provinciale del 14 maggio 1612 a Vicenza. Poiché i frati francescani non potevano avere proprietà, questa rimase al comune di Thiene.
Il 22 settembre 1613 il vescovo di Padova, Zerbino Lugo, consacrò il nuovo santuario in onore della Annunciazione della Vergine Maria.

### Soppressione del 1769.
Successivamente, nella storia dei Cappuccini a Thiene vi furono anche momenti negativi. Nel 1769 la Repubblica di Venezia, non per sentimenti anticlericali ma per ragioni prevalentemente economiche dovute all'esaurimento dei commerci marini e al concentrarsi delle disponibilità finanziarie in capo agli enti religiosi, soppresse una settantina di conventi appartenenti ai tre ordini francescani, per colpire alla fine il vero obiettivo, i Benedettini, di cui si voleva la confisca dei vasti possedimenti e ricchezze. Ai Cappuccini fu imposto di abbandonare 14 conventi, fra cui quello di Thiene. Il Senato della Repubblica respinse le contrarie istanze delle Autorità cittadine, volte a far rimanere i frati. Peraltro, poiché il convento della Madonna dell'Olmo era di proprietà del Comune, Thiene fece valere i propri diritti e il Senato dovette riconoscerli, e così pure il diritto di scegliere il sacerdote che doveva officiare nei giorni festivi, in luogo dei frati.

All'inizio del 1798, da poco caduta la Repubblica di Venezia ad opera dell'invasione napoleonica (1797), le autorità comunali si rivolsero ai Cappuccini di Venezia per ottenere il ritorno dei religiosi, ma senza esito. Allora si rivolsero al Patriarca di Venezia, Federico Giovannelli, per averne l'appoggio. Fu così che il 24 aprile 1798 il Patriarca in persona si recò al Capitolo provinciale dei frati Cappuccini, ed ottenne l'autorizzazione e l'impegno ad un nuovo invio di religiosi al convento del santuario. Di lì a poco il Comune di Thiene si rivolse al nuovo governo giacobino di Venezia, che con Decreto del 25 luglio 1798 permise al Comune di far ritornare i Cappuccini nel convento. Dopo di che il Consiglio dei Trenta di Thiene decise alla unanimità di finanziare e procedere ai lavori necessari per rammodernare il fabbricato destinato ai frati. Il 10 novembre 1798 fu celebrata la funzione di riapertura del convento.

### Soppressione del 1810.
Fin dal 1806 Napoleone Bonaparte, in quanto re d'Italia oltre che imperatore dei francesi, ordinò la soppressione di vari conventi in tutta l'ex Repubblica di Venezia, incluso il convento di Thiene. Peraltro nell'estate del 1808 il Ministro dei culti sospese l'ordine di soppressione dei conventi ancora attivi, e fra questi quello di Thiene. Senonché nel maggio del 1810 venne emanato un decreto di soppressione di tutte le corporazioni religiose e questo segnò la definitiva chiusura del convento. I Cappuccini veneti dovettero abbandonare i conventi e perfino l'abito religioso e si dispersero fra le varie diocesi. Nel 1815, a seguito del Congresso di Vienna, la Repubblica di Venezia divenne dominio austriaco, denominato Lombardo Veneto, poiché includeva anche i territori di Milano e di Mantova. Fu solamente nel 1822 che fra Marino da Cadore e fra Mauro da Venezia ottennero dall'imperatore d'Austria, Francesco I, la riapertura del convento del Redentore a Venezia, a cui fa capo la provincia veneta dei Cappuccini.
Le popolazioni dei luoghi dove sorgevano gli antichi conventi cominciarono a reclamare il ritorno dei Cappuccini, e così quella di Thiene. Il 30 settembre 1830 il Consiglio Comunale di Thiene approvò all'unanimità la proposta di richiamarli. Ma fu soltanto dopo trattative e le petizioni del Vescovo di Padova e del padre provinciale chela pratica giunse all'imperiale regio governo di Venezia, nell'aprile 1842. Il 24 gennaio 1843 fu emesso a Vienna il decreto imperiale di riapertura e i frati Cappuccini ritornarono, custodi del Santuario, dopo ben 33 anni di assenza.

### Soppressione del 1867.

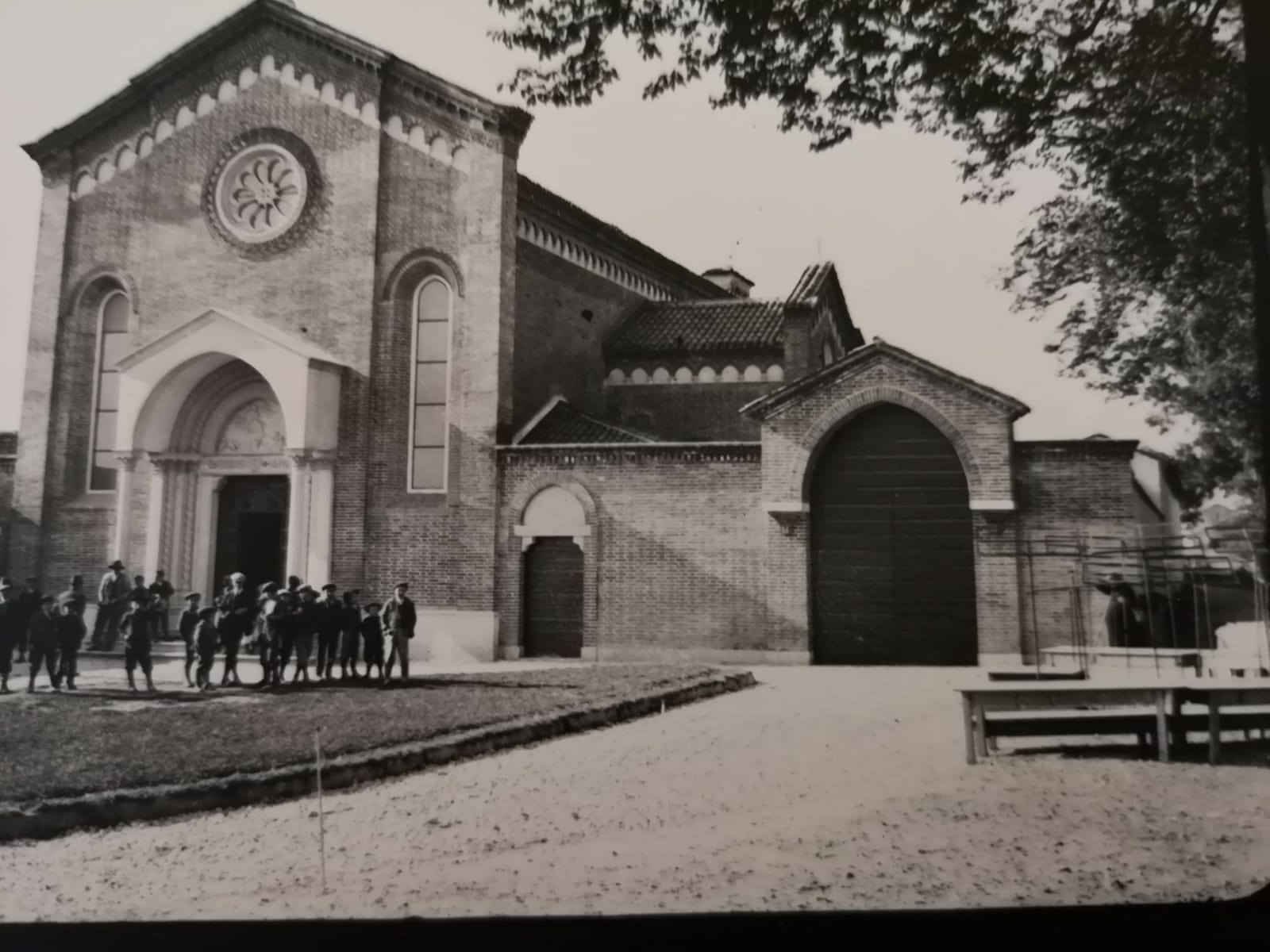
Santuario della Madonna dell'Olmo in Thiene, terminati i lavori di rifacimento della facciata del 1910 (Foto da collezione privata Lino Lanaro)

Nel 1861 il re di Sardegna (Piemonte, Liguria e Sardegna), dopo l'occupazione del regno delle due Sicilie (Sicilia, Napoli e Italia meridionale), si proclamò re d'Italia ed il nuovo governo attuò una politica ostile verso il Papato e le istituzioni della Chiesa Cattolica. Nel giro di pochi anni vennero chiusi circa trecento conventi e confiscati i loro beni, anche per rifinanziare le casse statali, svuotate dalle guerre. Tuttavia il Veneto si trovava soggetto all'Austria-Ungheria, per cui gli effetti di tale politica si fecero sentire a Thiene soltanto dopo il 1866, a seguito della cosiddetta terza guerra di Indipendenza, che portò alla annessione del Veneto al regno d'Italia.

Il Parlamento italiano, riunito a Firenze nuova capitale d'Italia, fin dal 7 luglio 1866 aveva sancito con legge la soppressione delle corporazioni religiose. Pertanto i thienesi, con l'appoggio della giunta comunale, inviarono una petizione al re Vittorio Emanuele II, chiedendo che i Cappuccini potessero rimanere presso il santuario, anche perché convento e chiesa erano di proprietà del Comune di Thiene e lo stato italiano non avrebbe ricavato alcun vantaggio economico da una soppressione. La petizione non venne presa in considerazione e la Prefettura di Vicenza dichiarò il superiore del convento quale rettore provvisorio della chiesa, e gli impose di sostituire l'abito monastico con quello di prete secolare. Il 12 luglio 1867 inviò uno squadrone di cavalleria per sedare tumulti di piazza e allontanare i frati, tranne il superiore e un aiutante. L'abbandono definitivo del santuario avvenne il 5 settembre 1871.
Nel 1897 il vescovo di Padova, monsignor Callegari, chiese al Comune di Thiene di vendere il convento alla diocesi. Nel Consiglio comunale vi fu opposizione alla vendita, che tuttavia venne effettuata a seguito di delibera a maggioranza il 25 novembre 1899, ma escludendo il santuario, che così rimase proprietà del Comune. Il 24 febbraio 1900 i Cappuccini poterono acquistare dal vescovo la proprietà del convento, iniziarono lavori di ristrutturazione e vi ritornarono definitivamente.

### Da Comunità parrocchiale ad autonoma Parrocchia
Nel 1985 la comunità parrocchiale della Madonna dell'Olmo, già facente parte della Parrocchia di Thiene (VI), veniva eretta a tutti gli effetti in autonoma parrocchia, intitolata Parrocchia "Madonna dell'Olmo" in Thiene (Vicenza).
Da segnalare infine che ogni anno, alla conclusione del mese di maggio che è per tradizione il mese dedicato a Maria, si celebra "L'atto di affidamento della Città di Thiene a Maria", di regola con una processione che inizia dal Duomo di Thiene, dedicato a San Gaetano in Santa Maria Assunta, e termina al Santuario della Madonna dell'Olmo.

## I restauri del santuario

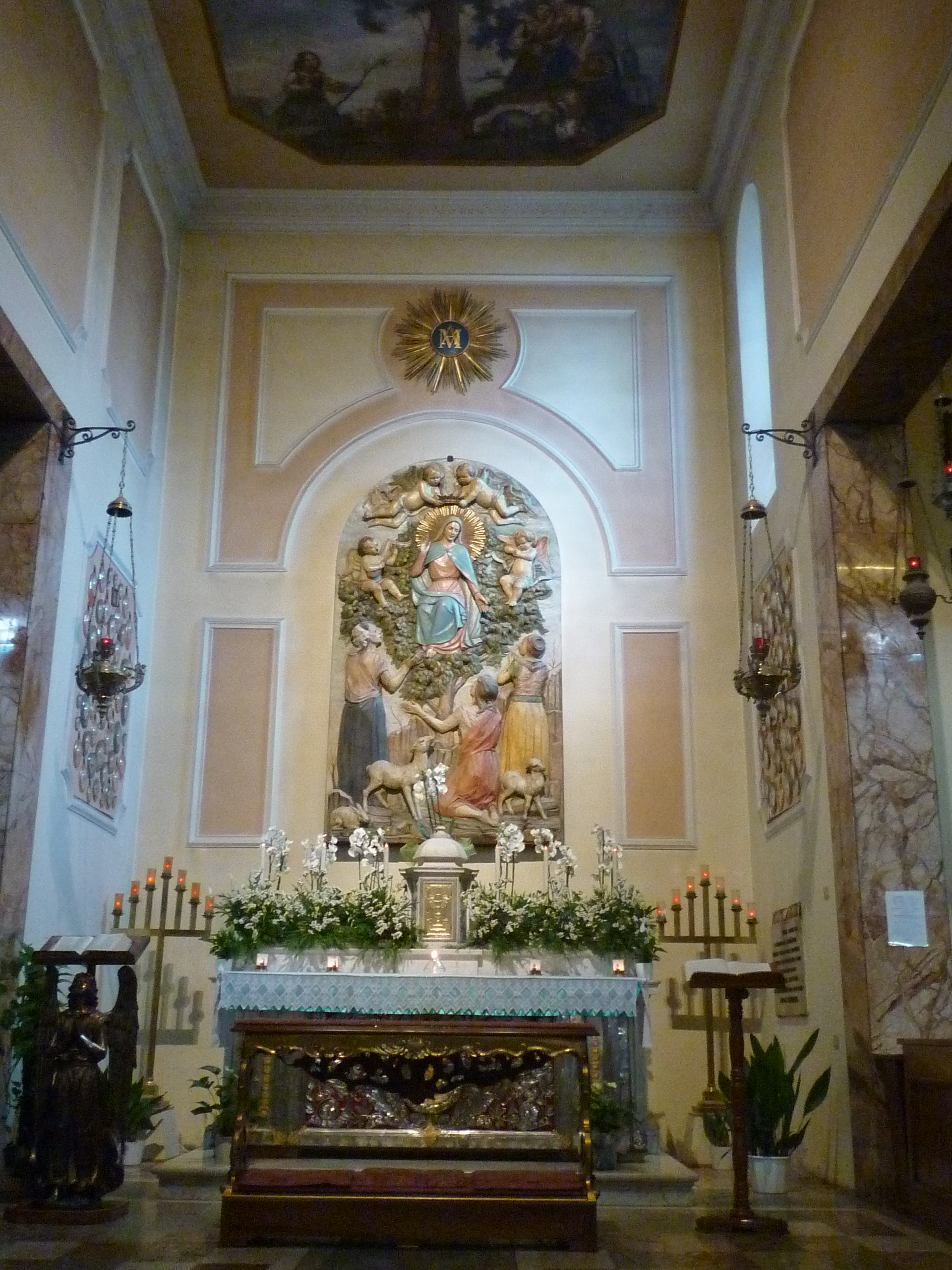
Cappella come appare nel 2018 eretta sul luogo attribuito alla apparizione di S. Maria dell'Olmo

Agli inizi dl 1800 fu dipinta a finto marmo dal pittore locale Gaetano Costalonga la cappella delle apparizioni.
Nel 1832 l'artista Giuseppe Poppini di Schio procedette ad un restauro del dipinto su tavola della Madonna, per togliere i segni del tempo.
Il 26 ottobre 1910, su disegno del thienese Carlo Pasinati, fu inaugurato il rifacimento della facciata della chiesa nell'attuale stile composito fra gotico e romanico e, nel 1930, su progetto dell'ing. Vittorio Altieri, venne finalmente costruito anche il campanile, realizzato in mattoni, in occasione del quarto centenario delle apparizioni.

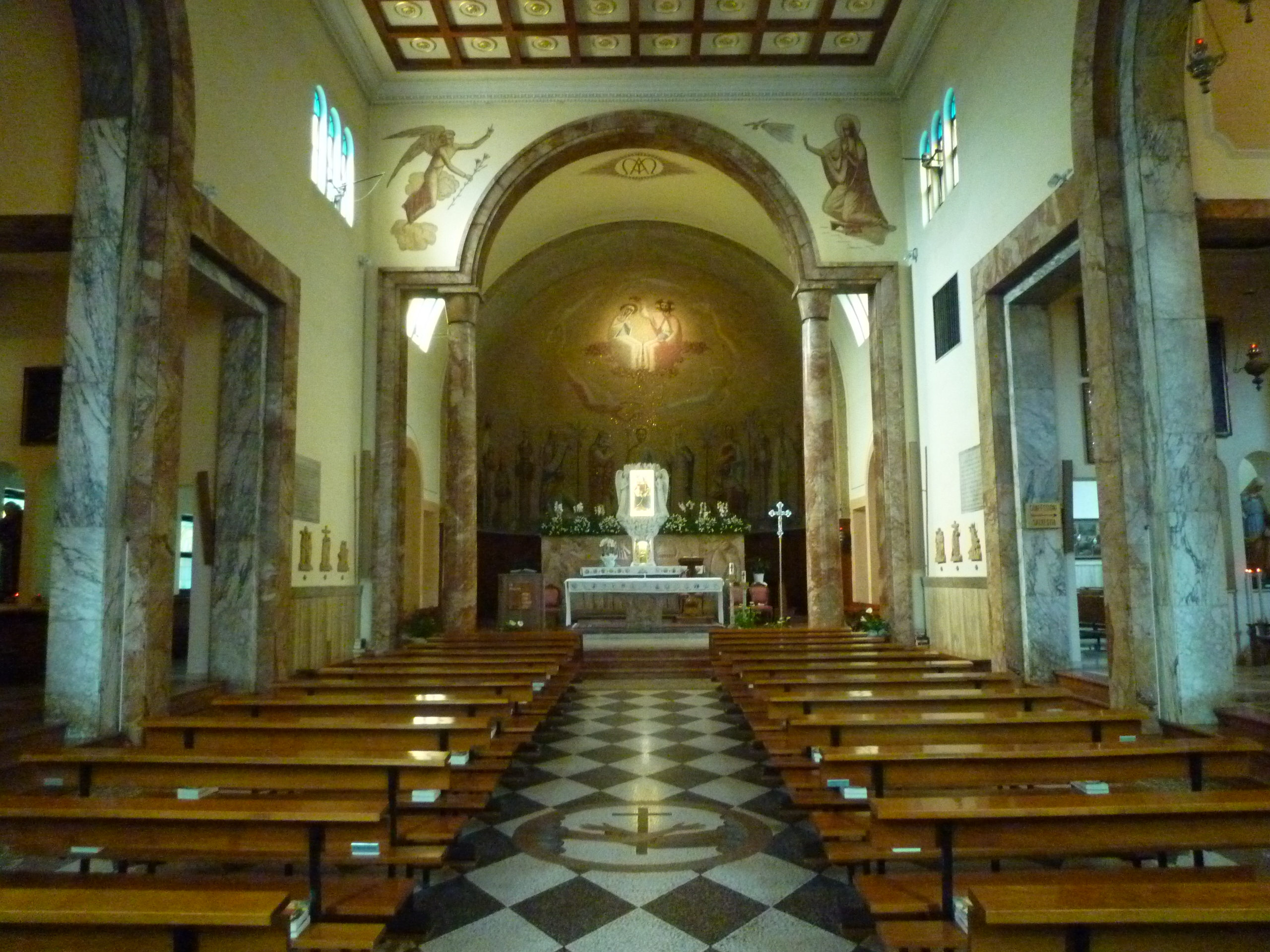
Navata centrale della Chiesa del Santuario della Madonna dell'Olmo - Thiene 2018)

Nel marzo del 1945 si mise mano ad un progetto, che prevedeva l'ampliamento della Cappella delle apparizioni. Si abbatterono i muri troppo deboli della primitiva costruzione e al suo posto venne realizzato un corpo centrale più ampio e due spazi laterali più piccoli, mentre sul soffitto venne trasferito e adattato l'affresco originale di Rocco Pittaco, che prima si trovava sul soffitto della navata centrale.
Nel 1954 è la volta dell'ing. Dino Altieri a dirigere il rifacimento di parte della vecchia chiesa; il soffitto a cassettoni innalzato; la cappella di san Francesco, il presbiterio ed il coro allargati.
Nel 1957, nell'abside del presbiterio, l'artista Angelo Gatto eseguì il grande mosaico, che ne occupa tutta la volta, per celebrare il trionfo di Maria incoronata da Gesù Cristo, attorniata da angeli e celebrata da santi e teologi. Il lavoro durò due anni. Successivamente, nel 1960, su progetto di Giovanni Cerutti, Danilo Andreose scolpì, a bassorilievo ai lati e a tuttotondo nella parte centrale, il nuovo altar maggiore in marmo rosa.
Sopra di esso, incastonata alla sommità di un olmo stilizzato che racchiude nel suo tronco il tabernacolo, e sorretta da due angeli in marmo bianco di Carrara, ha trovato la sua collocazione definitiva il dipinto su tavola di olmo raffigurante la Madonna col Bambino, opera del citato pittore Gian Giacomo Cavobianco da Schio, realizzato nel 1530. Successivamente venne realizzato sempre in marmo rosa l'altare rivolto verso la platea dei fedeli, secondo i nuovi dettami del Concilio Vaticano II (chiusosi l'8 dicembre 1965). La sua base simula un albero di olmo stilizzato, dalle fronde allargate a comprendere e sorreggere tutto il piano dell'altare stesso. Al centro del tronco marmoreo sono rappresentati a bassorilievo tre pani in un cesto che sovrasta due pesci, a ricordare il miracolo della moltiplicazione dei pani. È una chiara simbologia che allude al sacrificio divino, che si realizza sull'altare, e che nell'Eucaristia, che è il pane della vita, si moltiplica e non finisce mai.
Altre opere da segnalare: nel coretto a sinistra dell'altare maggiore, la Visitazione, e, in quello di destra, l'Immacolata, ad opera di Giulio Carpioni (1613-1679); nella cappella delle apparizioni, sulla destra per chi entra, le due tele San Gioacchino e Sant'Anna, attribuite ad Alessandro Maganza (1556-dopo il 1630), figlio di Giovan Battista.
Recentemente, verso la fine del 1900, è avvenuto il restauro del piccolo e prezioso chiostro del seicento, situato dietro alla chiesa.